# Ferrovia Castagnole-Asti-Mortara
La ferrovia Castagnole-Asti-Mortara è una linea ferroviaria italiana di proprietà statale a scartamento ordinario che collega il nodo ferroviario di Castagnole delle Lanze a quello di Mortara passando per Casale Monferrato e il nodo ferroviario di Asti.  
Dopo un periodo ultradecennale di sospensione del traffico sull’intera linea, nel settembre 2023 è stato ripristinato il trasporto ferroviario regionale sulle tratte Castagnole delle Lanze-Asti e Casale Monferrato-Mortara.  
La ripresa del servizio regionale era stata preceduta a partire dal 2018 dall’effettuazione di treni turistici lungo il percorso Castagnole delle Lanze-Asti, nonché nel settembre 2022 di un treno storico tra Mortara e Casale Monferrato.

## Storia

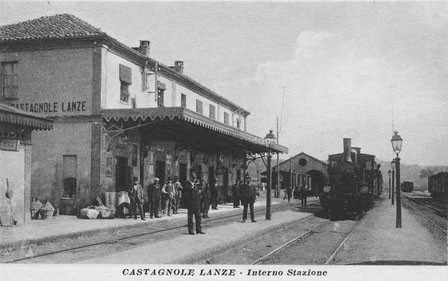
Treno a vapore in partenza da Castagnole delle Lanze

Con legge 14 marzo 1865 era stato disposto il riordino e l'estensione delle strade ferrate del Regno, rendendo possibile l'attuazione di alcuni collegamenti di interesse locale fino ad allora ipotizzati dopo l'avvio della costruzione della ferrovia Torino-Genova. Grazie a tale dispositivo si autorizzò il Governo ad accordare la concessione di una ferrovia da Castagnole delle Lanze a Mortara il cui progetto venne presentato dal comitato promotore "della Ferrovia da Castagnole a Casale ed oltre, per la Valle del Tanaro. La società concessionaria della ferrovia Cavallermaggiore-Alessandria dichiarò di volersi accollare le relative spese mutando conseguentemente il nome in Società per le ferrovie del Monferrato.
I lavori di costruzione procedettero regolarmente pur fra notevoli difficoltà dovute alla natura instabile dei terreni costituiti da marne argillose e calcaree intersecate da strati di sabbia; l'intero percorso fu inaugurato il 12 luglio 1870 e l'esercizio fu assunto direttamente dallo Stato che lo cedette alla Società per le Ferrovie dell'Alta Italia (SFAI) in virtù della legge di riforma del 1865 nel frattempo intervenuta.
In base alla legge Baccarini del 27 aprile 1885, la concessione fu trasferita in tale anno alla Società per le Strade Ferrate del Mediterraneo, con servizi eserciti dalla Rete Mediterranea, per poi passare nel 1905 alle neocostituite Ferrovie dello Stato.

### L'esercizio nel Novecento

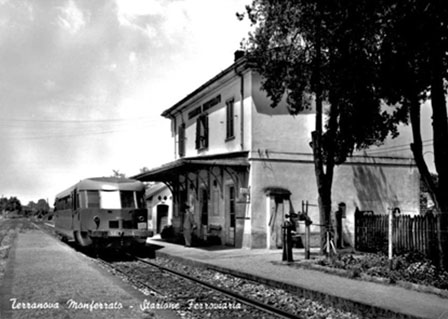
Automotrice a Terranova Monferrato

Lontana dal fronte della prima guerra mondiale la ferrovia sopravvisse senza subire significative variazioni nel servizio fino al 1935, quando venne soppressa la stazione di Casa dei Coppi. Poco interessata anche dalle vicende del secondo conflitto, non costituendo le località servite obiettivi strategici primari, la linea risentì di tale evento solo per le conseguenti fluttuazioni della domanda di trasporto, iniziando nel secondo dopoguerra un periodo di costante calo dei proventi da traffico dovuto all'avvento della motorizzazione privata e a un orientamento comune non più favorevole al trasporto su ferro.
Nel 1951 fu la volta della chiusura della stazione di Nosserio e soppressa definitivamente il primo febbraio 1964.
Negli anni ottanta, ormai sostituita da tempo la trazione a vapore con l'immissione in servizio di automotrici e locomotive Diesel, i vasti movimenti franosi che fin dall'origine affliggevano la linea nel tratto a mezza costa presto Costigliole d'Asti imposero la sospensione del traffico sulla tratta Asti-Castagnole delle Lanze, suggerendo ai progettisti dell'epoca la costruzione di una lunga variante su viadotto in calcestruzzo armato. La costruzione di tale imponente manufatto
 impegnò diversi anni e fu portata a termine nel 1988, anno in cui la linea fu riattivata e il parallelo autoservizio sostitutivo soppresso.

### Il lento declino
Nel 1988 le stazioni di Castel d'Agogna, Cozzo, Ponzano Monferrato e Zeme furono trasformate in fermate. L'anno seguente analoga trasformazione interessò le stazioni di Castell'Alfero, Ozzano Monferrato, Penango, San Giorgio Casale e Terranova Monferrato.
Inserita nel 1986 nell'elenco dei rami secchi di cui al cosiddetto "decreto Signorile" e tale ritenuta ancora nel 1989, la linea si salvò per azione della Regione Piemonte, la quale intraprese un esteso piano di ammodernamento della propria rete ferroviaria locale che mirava a diminuire i costi di esercizio attraverso l'automazione e il telecomando degli impianti; i lavori che vennero intrapresi nel 1991 e portarono alla chiusura provvisoria della sezione Asti-Casale, mentre la Castagnole-Asti veniva utilizzata quale itinerario alternativo per lo sporadico traffico merci in circolazione su altre linee.
Dopo alcuni mesi di lavori la linea fu dunque riaperta il 10 agosto dello stesso anno.

Treno da Asti in arrivo a Casale Monferrato nel 1996

Nel 1994 un'alluvione colpì il Piemonte meridionale, interrompendo l'esercizio di numerose linee e decretando la soppressione definitiva di una di esse; la Castagnole-Asti-Mortara risultò meno danneggiata di altre ma venne nuovamente colpita da un analogo cataclisma nell'ottobre del 2000, che vide l'interruzione della Casale-Mortara.
Nel 2001 l'esercizio della linea passò alla neocostituita Rete Ferroviaria Italiana, che proseguì l'opera di ricostruzione portandola a termine il 12 febbraio dello stesso anno.
Ancora chiusure si ebbero nel 2003, allorché vennero soppresse quasi tutte le località abilitate al servizio viaggiatori, ossia la fermata di Molini d'Isola e la ex stazione di San Marzanotto sulla sezione Asti-Castagnole e le stazioni e fermate di Castel d'Agogna, Zeme, Terrasa, Terranova, Ponzano, Guazzolo e Casa dei Coppi sulla Asti-Mortara. Il traffico continuò a calare, a testimonianza di un'offerta non in grado di soddisfare la domanda potenziale tanto che nel 2007 l'intera linea fu soppressa al traffico per il periodo estivo.
L'unica novità positiva si ebbe il 21 novembre 2009, allorché fu inaugurato il terminal intermodale di Mortara raccordato alla Mortara-Casale; il traffico merci generato non interessò peraltro la lineaNon risulta nessuna attivazione a Novembre 2009 ed il raccordo SIT è attivo almeno dal 2008 dato che risulta su un P.S. aggiornato ad Aprile del medesimo anno..
Il 6 settembre 2010 il servizio fu interrotto tra Asti e Mortara, a causa di cedimenti strutturali della galleria presso Ozzano Monferrato, ponendo l'intera linea a rischio di chiusura.
Considerata la pesante situazione economico-finanziaria della Regione Piemonte, che a differenza della confinante Lombardia non intese avviare un programma di valorizzazione del trasporto su ferro, nel 2012 la stessa decretò la sospensione dei contratti di servizio su numerose linee secondarie di propria competenza, portando alla definitiva sospensione del traffico sia sulla Castagnole-Asti che sulla Asti-Mortara.
Un'eventuale riapertura venne prospettata nel 2014, allorché furono definiti i criteri di attribuzione del punteggio in una eventuale gara per l'affidamento del servizio.

### Prospettive di rinascita
Il 25 ottobre 2017 è stata firmata un'intesa volta a riattivare il tratto Alba-Castagnole delle Lanze-Asti, tramite la corretta valutazione dell'importo necessario per i lavori di ripristino sulla galleria Ghersi.
Il 10 gennaio 2018 è stato firmato un protocollo tra Regione Piemonte, Province di Alessandria, Vercelli e Pavia, comuni di Mortara, Candia Lomellina e Casale Monferrato, Agenzia per la Mobilità Piemontese volto a riattivare il tratto Casale-Mortara entro la fine del 2018. Fissata inizialmente per il 12 dicembre 2018, la data del viaggio inaugurale è stata più volte rinviata in attesa che il gestore Trenord ottenga le prescritte certificazioni da parte dell'ANSF.
È stata decisa la riapertura a fini turistici della tratta Asti-Castagnole delle Lanze con proseguimento fino a Nizza Monferrato. Fondazione FS ha inaugurato i viaggi turistici con due coppie di treni storici effettuati il giorno 11 novembre 2018 in occasione della fiera del tartufo di Canelli.

### Riapertura e rimessa in servizio delle tratte Casale-Mortara e Alba-Asti
A giugno 2022 viene nuovamente annunciata la riattivazione delle tratte Casale-Mortara e Alba-Asti programmata per il mese di settembre 2023.
La riapertura delle due tratte, è avvenuta ufficialmente l'11 settembre 2023.

## Caratteristiche
| Continuation backward |

| Unknown route-map component "dvCONTgq" | Unknown route-map component "SPLeq" | Unknown route-map component "ABZg+r" |  | Unknown route-map component "d" |

| Station on track |

| Unknown route-map component "d" |  | Unknown route-map component "ABZgl" | Unknown route-map component "SPLaq" | Unknown route-map component "dvCONTfq" |

| Unknown route-map component "eBHF" |

| Small bridge over water |

| Unknown route-map component "eHST" |

| Unknown route-map component "eHST" |

| Unknown route-map component "HSTeBHF" |

| Unknown route-map component "eHST" |

| Unknown route-map component "hKRZWae" |

| Unknown route-map component "STR+GRZq" |

| Unknown route-map component "eBHF" |

| Unknown route-map component "uexCONTgq" | Unknown route-map component "emKRZ" | Unknown route-map component "uexCONTfq" |

| Unknown route-map component "dvCONTgq" | Unknown route-map component "SPLeq" | Unknown route-map component "ABZg+r" |  | Unknown route-map component "d" |

| Unknown route-map component "hKRZWae" |

| Station on track |

|  | Unknown route-map component "ABZgl" | Unknown route-map component "CONTfq" |

| Small arched bridge over water |

| Unknown route-map component "HSTeBHF" |

| Unknown route-map component "tSTRa" |

| Unknown route-map component "tSTRe" |

| Unknown route-map component "HSTeBHF" |

| Unknown route-map component "HSTeBHF" |

| Unknown route-map component "eHST" |

| Station on track |

| Enter and exit tunnel |

| Unknown route-map component "eHST" |

| Unknown route-map component "HSTeBHF" |

| Unknown route-map component "HSTeBHF" |

| Unknown route-map component "HSTeBHF" |

| Unknown route-map component "HSTeBHF" |

| Unknown route-map component "eHST" |

| Unknown route-map component "uexCONTgq" | Unknown route-map component "emKRZ" | Unknown route-map component "uexCONTfq" |

|  | Unknown route-map component "ABZg+l" | Unknown route-map component "CONTfq" |

|  | Unknown route-map component "ABZg+l" | Unknown route-map component "CONTfq" |

| Station on track |

| 20+153 |
| 20+128 |

| Unknown route-map component "dvCONTgq" | Unknown route-map component "SPLeq" | Unknown route-map component "ABZgr" |  | Unknown route-map component "d" |

| Unknown route-map component "hKRZWae" |

| Unknown route-map component "eHST" |

| Unknown route-map component "eBHF" |

| Unknown route-map component "eHST" |

| Unknown route-map component "HSTeBHF" |

| Unknown route-map component "HSTeBHF" |

| Unknown route-map component "KRW+l" | Unknown route-map component "xKRWgr" |  |

| Unknown route-map component "hSTRa@g" | Unknown route-map component "exSTR" |  |

| Unknown route-map component "hSTRe@f" | Unknown route-map component "exHST" |  |

| Unknown route-map component "KRWl" | Unknown route-map component "xKRWg+r" |  |

| Unknown route-map component "tSTRa" |

| Unknown route-map component "tSTRe" |

|  | Unknown route-map component "ABZg+l" | Unknown route-map component "CONTfq" |

| Station on track |

| Unknown route-map component "CONTgq" | One way rightward |  |

La linea è una ferrovia a binario singolo non elettrificato. Lo scartamento ferroviario adottato è quello ordinario da 1435 mm. 
La ferrovia è gestita da Rete Ferroviaria Italiana (RFI) che la qualifica come linea complementare.
L'intero percorso assomma a 93 chilometri, con uno sviluppo di tratti in curva pari al 38,5 %; la pendenza massima risulta del 4,3 per mille, con punte del 10,7. Fra le numerose opere d'arte sono presenti cinque ponti e viadotti da due a sedici arcate, due ponti a travata metallica da 4 e 6 campate e quattro gallerie lunghe in totale 2.465 metri.

### Percorso
Lasciata la stazione di Mortara e il bivio con le linee per Alessandria e Pavia, la ferrovia volge verso sud ovest superando il fiume Agogna dopo aver attraversato l'ex stazione di Castel d'Agogna, per poi procedere parallela alla strada statale 596 dei Cairoli con lunghi rettilinei; sono incontrate la ex fermata di Zeme, la ex stazione di Cozzo e la stazione di Candia. Dopo quest'ultima la ex fermata di Terrasa è l'ultima località in terra lombarda prima di impegnare il ponte sul fiume Sesia ed entrare in Piemonte. Superata la ex stazione di Terranova Monferrato si arriva alla stazione di Casale Monferrato posta oltre al ponte sul Po. Prima di essa, fra il 1888 e il 1935 veniva intersecato il binario della tranvia Vercelli-Casale.

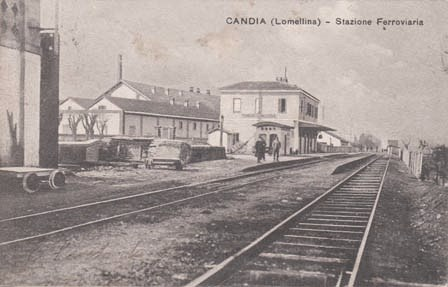
Candia Lomellina in una cartolina d'epoca

Co un'ampia curva a sinistra viene ripresa la direzione sud ovest seguendo la ex Strada statale 457 di Moncalvo con un andamento più tortuoso del precedente, a motivo del territorio collinare attraversato. Dopo la ex stazione di San Giorgio Casale si incontra la galleria Ozzano, l'unica della linea, il cui cedimento strutturale provocò la chiusura nel 2010 della tratta Asti-Casale. Dopo tale opera d'arte erano servite le ex stazioni di Ozzano Monferrato e Serralunga-Cereseto e, superata la ex fermata di Ponzano Monferrato era raggiunta la stazione di Moncalvo.
Allontanatasi dal tracciato della statale, la ferrovia descrive alcune anse nel terreno collinare della zona che, attraversata la ex fermata di Guazzolo, consentivano ai treni di servire quella di Penango e le ex stazioni di Tonco-Alfiano, Castell'Alfero e Portacomaro; da quest'ultima località il binario sorge pressoché parallelo alla Strada statale 706 Tangenziale Est di Asti. Dopo la ex fermata di Casa dei Coppi e sottopassata l'autostrada A21 il binario intersecava a raso, fra il 1900 e il 1935, il tracciato di una seconda tranvia, la Asti-Montemagno-Altavilla per poi piegare ed immettersi nella stazione di Asti.
L'ultima parte del percorso segue la valle del Tanaro, che la ferrovia scavalca; lungo il percorso sono presenti la ex stazione di San Marzanotto, la soppressa fermata di Molini d'Isola e la ex stazione di Isola d'Asti. Dopo la ex stazione di Motta di Costigliole ha inizio il tratto in variante su viadotto che consente di bypassare il tratto franoso su cui era presente la fermata di Nosserio; nel comune di Costigliole d'Asti, all'incrocio tra strada Chiaberto e strada Nosserio, è ancora presente il vecchio viadotto, in stato di abbandono e coperto di vegetazione, sul quale passava la linea prima della deviazione attivata nel 1988. Con l'attraversamento della galleria Castagnole si giunge infine al capolinea di Castagnole delle Lanze, sulla ferrovia Alessandria-Cavallermaggiore.